# Rio Prêto (vattendrag i Brasilien, São Paulo, lat -20,13, long -49,63)
Rio Prêto är ett vattendrag i Brasilien.   Det ligger i delstaten São Paulo, i den sydöstra delen av landet, 500 km söder om huvudstaden Brasília.
Omgivningen kring Rio Prêto är en mosaik av jordbruksmark och naturlig växtlighet. Området är glesbefolkat, med 11 invånare per kvadratkilometer.